# Caitlin Glass
Caitlin Tiffany Glass, née le 16 novembre 1981 à Washington, est une comédienne de doublage et actrice américaine. Elle travaillé chez Funimation, New Generation Pictures et Bang Zoom! Entertainment qui fournit des voix pour les versions anglaises de séries et de jeux vidéo et anime japonais.

## Ludographie
| Année | Titre                                                 | Rôle                                      |
| ----- | ----------------------------------------------------- | ----------------------------------------- |
| 2009  | Case Closed: The Mirapolis Investigation              | Jess Rayburn                              |
| 2009  | Street Fighter IV                                     | Cammy, Eliza                              |
| 2009  | Final Fantasy Crystal Chronicles: The Crystal Bearers | Amidatelion                               |
| 2009  | Super Street Fighter IV                               | Cammy                                     |
| 2012  | Street Fighter X Tekken                               | Cammy                                     |
| 2014  | Borderlands: The Pre-Sequel!                          | Caporal Best, Brittonia, voix d'ascenseur |
| 2014  | Smite                                                 | Isis                                      |
| 2014  | Ultra Street Fighter IV                               | Cammy, Decapre                            |
| 2015  | Dragon Ball Xenoverse                                 | Policière du temps                        |
| 2015  | Tales of Zestiria                                     | Rose                                      |
| 2015  | Xenoblade Chronicles X                                | Elma                                      |
| 2016  | Street Fighter V                                      | Cammy, Decapre, Eliza                     |
| 2016  | Battleborn                                            | Thorn                                     |
| 2016  | Dragon Ball Xenoverse 2                               | Policière du temps, Vados                 |
| 2017  | Paladins: Champions du Royaume                        | Lian, Cammie                              |
| 2017  | Fire Emblem Echoes: Shadows of Valentia               | Mathilda                                  |
| 2017  | Fire Emblem Heroes                                    | Mathilda                                  |
| 2017  | Xenoblade Chronicles 2                                | Elma                                      |
| 2019  | Borderlands 3                                         | Kay, Wren, Ember                          |
| 2020  | Dragon Ball Legends                                   | Vados                                     |
| 2021  | Tales of Luminaria                                    | Alexandra von Sonne                       |
| 2022  | Phantom Breaker: Omnia                                | Ria Tojo                                  |
| 2022  | Teppen                                                | Cammy                                     |
| 2023  | Street Fighter 6                                      | Cammy                                     |
| 2023  | Disgaea 7: Vows of the Virtueless                     | Higan                                     |